# Copa Italia 2009-10
La Copa Italia 2009-10 fue la 62.ª edición de este torneo. Inició el torneo el 2 de agosto de 2009 y terminó el 5 de mayo de 2010.
El Inter de Milán fue campeón luego de derrotar a la AS Roma 1-0

## Equipos participantes
| - Serie A (20 equipos) - AC Milan - AS Roma - Atalanta - Bari - Bolonia - Cagliari - Catania - Chievo - Fiorentina - Génova - Inter de Milán - Juventus - Lazio - Livorno - Napoli - Parma - Palermo - Sampdoria - Siena - Udinese | - Serie B (22 equipos) - AlbinoLeffe - Ancona - Ascoli - Brescia - Cesena - Cittadella - Crotone - Empoli - Frosinone - Gallipoli - Grosseto FC - Lecce - Mantova - Modena FC - Padova - Piacenza - Reggina - Salernitana - Sassuolo - Torino - Triestina - Vicenza Calcio | - Serie C1 (25 equipos) - Alessandria - Arezzo - Benevento - Cavese - Como - Cosenza - Cremonese - Figline - Foggia - Giulianova - Lumezzane - Novara - Pergocrema - Perugia - Pescina V de G - Pro Patria - Ravenna - Real Marcianise - Reggiana - Rimini FC - SPAL - Taranto - Ternana - Varese - Verona FC | - Serie C2 (6 equipos) - Fano - Gela - Nocerina - Prato - Spezia - Vico Equense - Serie D (5 equipos) - Renate - Chioggia Sottomarina - Castellarano - Sansepolcro - Viterbese |

## Primera ronda
Los partidos de la Primera Ronda se jugaron el domingo 2, lunes 3 y miércoles 5 de agosto de 2009.
En esta ronda participan los equipos de las Series C1, C2 y D acumulando el total de 36 equipos divididos en 18 series a juego único, los ganadores avanzaron a la siguiente Ronda.
| N.º | Local           | Marcador        | Visitante            | Día         |
| --- | --------------- | --------------- | -------------------- | ----------- |
| 1   | Pro Patria      | 4-0             | Gela                 | 2 de agosto |
| 2   | Cavese          | 2-2 (3-4 en p.) | Varese               | 2 de agosto |
| 3   | SPAL            | 2-1             | Como                 | 2 de agosto |
| 4   | Ravenna         | 3-2             | Giulianova           | 2 de agosto |
| 5   | Arezzo          | 2-0             | Castellarano         | 2 de agosto |
| 6   | Benevento       | 3-1             | Prato                | 2 de agosto |
| 7   | Rimini FC       | 1-2 (t.e.)      | Vico Equense         | 2 de agosto |
| 8   | Pergocrema      | 0-1             | Figline              | 2 de agosto |
| 9   | Taranto         | 1-3             | Cosenza              | 2 de agosto |
| 10  | Novara          | 1-0             | Pescina V de G       | 2 de agosto |
| 11  | Ternana         | 3-2             | Renate               | 2 de agosto |
| 12  | Perugia         | 1-0             | Nocerina             | 5 de agosto |
| 13  | Lumezzane       | 3-0             | Fano                 | 5 de agosto |
| 14  | Foggia          | 3-1             | Viterbese            | 2 de agosto |
| 15  | Real Marcianise | 0-2             | Alessandria          | 2 de agosto |
| 16  | Spezia          | 0-1 (t.e.)      | Verona FC            | 3 de agosto |
| 17  | Cremonese       | 2-0             | Chioggia Sottomarina | 2 de agosto |
| 18  | Reggiana        | 4-0             | Sansepolcro          | 2 de agosto |

## Segunda ronda
Los partidos de la Segunda Ronda se jugaron el sábado 8, domingo 9 y lunes 10 de agosto de 2009.
Participaron 40 equipos; 22 de la Serie B y 18 ganadores de la primera ronda. Los 20 ganadores avanzaron a la tercera ronda.
| N.º | Local          | Marcador          | Visitante    | Día          |
| --- | -------------- | ----------------- | ------------ | ------------ |
| 1   | Mantova        | 3-1               | Pro Patria   | 9 de agosto  |
| 2   | Frosinone      | 1-1 (5-4 pen.)    | Varese       | 9 de agosto  |
| 3   | SPAL           | 3-1 (t.e.)        | AlbinoLeffe  | 9 de agosto  |
| 4   | Brescia        | 1-0               | Ravenna      | 9 de agosto  |
| 5   | Reggina        | 3-0               | Arezzo       | 9 de agosto  |
| 6   | Salernitana    | 1-0               | Benevento    | 8 de agosto  |
| 7   | Cittadella     | 2-0               | Padova       | 9 de agosto  |
| 8   | Ascoli         | 3-1               | Crotone      | 9 de agosto  |
| 9   | Lecce          | 4-0               | Vico Equense | 9 de agosto  |
| 10  | Torino         | 1-0               | Figline      | 9 de agosto  |
| 11  | Grosseto FC    | 3-2               | Cosenza      | 10 de agosto |
| 12  | Modena FC      | 2-2 (4-6 en pen.) | Novara       | 9 de agosto  |
| 13  | Cesena         | 2-2 (5-4 en pen.) | Ternana      | 9 de agosto  |
| 14  | Ancona         | 1-0               | Perugia      | 9 de agosto  |
| 15  | Lumezzane      | 6-0               | Gallipoli    | 9 de agosto  |
| 16  | Triestina      | 1-0 (t.e.)        | Foggia       | 9 de agosto  |
| 17  | Sassuolo       | 2-0               | Alessandria  | 8 de agosto  |
| 18  | Piacenza       | 1-3               | Verona FC    | 9 de agosto  |
| 19  | Vicenza Calcio | 1-2               | Cremonese    | 9 de agosto  |
| 20  | Empoli         | 2-0               | Reggiana     | 9 de agosto  |

## Tercera ronda
La tercera ronda se jugó el viernes 14, sábado 15 y domingo 16 de agosto a excepción del partido Siena vs. Grosseto que se jugó el 12 de noviembre.
Participaron 32 equipos: además de los 20 ganadores de la segunda ronda se unen 12 clubes de la Serie A que no participan en alguna competencia europea. Udinese fue el único club de la Serie A que no participa en alguna competición europea que se clasificó a los octavos de final. Los ganadores avanzaron a la siguiente ronda.
| N.º | Local      | Marcador          | Visitante   | Día             |
| --- | ---------- | ----------------- | ----------- | --------------- |
| 1   | Chievo     | 3-0               | Mantova     | 15 de agosto    |
| 2   | Bolonia    | 0-0 (6-7 en pen.) | Frosinone   | 15 de agosto    |
| 3   | Palermo    | 4-2               | SPAL        | 15 de agosto    |
| 4   | Brescia    | 0-1               | Reggina     | 15 de agosto    |
| 5   | Napoli     | 3-0               | Salernitana | 16 de agosto    |
| 6   | Cittadella | 2-1 (t.e.)        | Ascoli      | 15 de agosto    |
| 7   | Sampdoria  | 6-2               | Lecce       | 16 de agosto    |
| 8   | Livorno    | 2-0               | Torino      | 14 de agosto    |
| 9   | Siena      | 2-0               | Grosseto FC | 12 de noviembre |
| 10  | Parma      | 1-2               | Novara      | 14 de agosto    |
| 11  | Cesena     | 0-1               | Atalanta    | 15 de agosto    |
| 12  | Ancona     | 2-3               | Lumezzane   | 15 de agosto    |
| 13  | Triestina  | 1-0               | Cagliari    | 16 de agosto    |
| 14  | Sassuolo   | 2-0               | Verona FC   | 14 de agosto    |
| 15  | Catania    | 1-0               | Cremonese   | 15 de agosto    |
| 16  | Bari       | 1-1 (4-5 en pen.) | Empoli      | 15 de agosto    |

## Cuarta Ronda
La Cuarta Ronda se jugó el miércoles 25, jueves 26, martes 1.º y miércoles 2 de diciembre.
Participaron los 16 equipos ganadores de la tercera ronda. Los ganadores avanzaron a la siguiente ronda.
| N.º | Local     | Marcador | Visitante  | Día             |
| --- | --------- | -------- | ---------- | --------------- |
| 1   | Chievo    | 2-0      | Frosinone  | 25 de noviembre |
| 2   | Palermo   | 4-1      | Reggina    | 26 de noviembre |
| 3   | Napoli    | 1-0      | Cittadella | 26 de noviembre |
| 4   | Sampdoria | 1-2      | Livorno    | 1 de diciembre  |
| 5   | Siena     | 0-2      | Novara     | 25 de noviembre |
| 6   | Atalanta  | 0-1      | Lumezzane  | 26 de noviembre |
| 7   | Triestina | 1-0      | Sassuolo   | 1 de diciembre  |
| 8   | Catania   | 2-0      | Empoli     | 2 de diciembre  |

## Fase final
En esta fase estuvieron 16 equipos. Se jugó con el típico sistema de play-off iniciando con los octavos de final hasta la Final. Las semifinales fueron las únicas a doble partido.
|  | Octavos de final            | Octavos de final            | Octavos de final            |                |   | Cuartos de final       | Cuartos de final       | Cuartos de final       |  |  | Semifinales               | Semifinales               | Semifinales               |  |  | Final     | Final     | Final     |
|  | 16 diciembre/12/13/14 enero | 16 diciembre/12/13/14 enero | 16 diciembre/12/13/14 enero |                |   | 20/26/27/28 septiembre | 20/26/27/28 septiembre | 20/26/27/28 septiembre |  |  | 3/4 febrero - 14 de abril | 3/4 febrero - 14 de abril | 3/4 febrero - 14 de abril |  |  | 5 de mayo | 5 de mayo | 5 de mayo |
|  |                             |                             |                             |                |   |                        |                        |                        |  |  |                           |                           |                           |  |  |           |           |           |
|  |                             |                             |                             |                |   |                        |                        |                        |  |  |                           |                           |                           |  |  |           |           |           |
|  |                             |                             |                             |                |   |                        |                        |                        |  |  |                           |                           |                           |  |  |           |           |           |
|  | Fiorentina                  | 3                           | -                           |                |   |                        |                        |                        |  |  |                           |                           |                           |  |  |           |           |           |
|  | Fiorentina                  | 3                           | -                           |                |   |                        |                        |                        |  |  |                           |                           |                           |  |  |           |           |           |
|  | Chievo Verona               | 2                           | -                           |                |   |                        |                        |                        |  |  |                           |                           |                           |  |  |           |           |           |
|  | Chievo Verona               | 2                           | -                           | Fiorentina     | 3 | -                      |                        |                        |  |  |                           |                           |                           |  |  |           |           |           |
|  |                             |                             |                             |                | 3 | -                      |                        |                        |  |  |                           |                           |                           |  |  |           |           |           |
|  |                             | Lazio                       | 2                           | -              |   |                        |                        |                        |  |  |                           |                           |                           |  |  |           |           |           |
|  | Lazio                       | Lazio                       | 2                           | -              | 2 | -                      |                        |                        |  |  |                           |                           |                           |  |  |           |           |           |
|  | Lazio                       |                             |                             |                | 2 | -                      |                        |                        |  |  |                           |                           |                           |  |  |           |           |           |
|  | Palermo                     | 0                           | -                           |                |   |                        |                        |                        |  |  |                           |                           |                           |  |  |           |           |           |
|  | Palermo                     | 0                           | -                           | Fiorentina     | 0 | 0                      |                        |                        |  |  |                           |                           |                           |  |  |           |           |           |
|  |                             |                             |                             |                | 0 | 0                      |                        |                        |  |  |                           |                           |                           |  |  |           |           |           |
|  |                             | Internazionale              | 1                           | 1              |   |                        |                        |                        |  |  |                           |                           |                           |  |  |           |           |           |
|  | Internazionale              | Internazionale              | 1                           | 1              | 1 | -                      |                        |                        |  |  |                           |                           |                           |  |  |           |           |           |
|  | Internazionale              |                             |                             |                | 1 | -                      |                        |                        |  |  |                           |                           |                           |  |  |           |           |           |
|  | Livorno                     | 0                           | -                           |                |   |                        |                        |                        |  |  |                           |                           |                           |  |  |           |           |           |
|  | Livorno                     | 0                           | -                           | Internazionale | 2 | -                      |                        |                        |  |  |                           |                           |                           |  |  |           |           |           |
|  |                             |                             |                             |                | 2 | -                      |                        |                        |  |  |                           |                           |                           |  |  |           |           |           |
|  |                             | Juventus                    | 1                           | -              |   |                        |                        |                        |  |  |                           |                           |                           |  |  |           |           |           |
|  | Juventus                    | Juventus                    | 1                           | -              | 3 | -                      |                        |                        |  |  |                           |                           |                           |  |  |           |           |           |
|  | Juventus                    |                             |                             |                | 3 | -                      |                        |                        |  |  |                           |                           |                           |  |  |           |           |           |
|  | Napoli                      | 0                           | -                           |                |   |                        |                        |                        |  |  |                           |                           |                           |  |  |           |           |           |
|  | Napoli                      | 0                           | -                           | Internazionale | 1 |                        |                        |                        |  |  |                           |                           |                           |  |  |           |           |           |
|  |                             |                             |                             |                | 1 |                        |                        |                        |  |  |                           |                           |                           |  |  |           |           |           |
|  |                             | Roma                        | 0                           |                |   |                        |                        |                        |  |  |                           |                           |                           |  |  |           |           |           |
|  | Milan                       | Roma                        | 0                           | 2              | - |                        |                        |                        |  |  |                           |                           |                           |  |  |           |           |           |
|  | Milan                       |                             |                             |                | - |                        |                        |                        |  |  |                           |                           |                           |  |  |           |           |           |
|  | Novara                      | 1                           | -                           |                |   |                        |                        |                        |  |  |                           |                           |                           |  |  |           |           |           |
|  | Novara                      | 1                           | -                           | Milan          | 0 | -                      |                        |                        |  |  |                           |                           |                           |  |  |           |           |           |
|  |                             |                             |                             |                | 0 | -                      |                        |                        |  |  |                           |                           |                           |  |  |           |           |           |
|  |                             | Udinese                     | 1                           | -              |   |                        |                        |                        |  |  |                           |                           |                           |  |  |           |           |           |
|  | Udinese                     | Udinese                     | 1                           | -              | 2 | -                      |                        |                        |  |  |                           |                           |                           |  |  |           |           |           |
|  | Udinese                     |                             |                             |                | 2 | -                      |                        |                        |  |  |                           |                           |                           |  |  |           |           |           |
|  | Lumezzane                   | 0                           | -                           |                |   |                        |                        |                        |  |  |                           |                           |                           |  |  |           |           |           |
|  | Lumezzane                   | 0                           | -                           | Udinese        | 0 | 1                      |                        |                        |  |  |                           |                           |                           |  |  |           |           |           |
|  |                             |                             |                             |                | 0 | 1                      |                        |                        |  |  |                           |                           |                           |  |  |           |           |           |
|  |                             | Roma                        | 2                           | 0              |   |                        |                        |                        |  |  |                           |                           |                           |  |  |           |           |           |
|  | Genoa                       | Roma                        | 2                           | 0              | 1 | -                      |                        |                        |  |  |                           |                           |                           |  |  |           |           |           |
|  | Genoa                       |                             |                             |                | 1 | -                      |                        |                        |  |  |                           |                           |                           |  |  |           |           |           |
|  | Catania                     | 2                           | -                           |                |   |                        |                        |                        |  |  |                           |                           |                           |  |  |           |           |           |
|  | Catania                     | 2                           | -                           | Catania        | 0 | -                      |                        |                        |  |  |                           |                           |                           |  |  |           |           |           |
|  |                             |                             |                             |                | 0 | -                      |                        |                        |  |  |                           |                           |                           |  |  |           |           |           |
|  |                             | Roma                        | 1                           | -              |   |                        |                        |                        |  |  |                           |                           |                           |  |  |           |           |           |
|  | Roma                        | Roma                        | 1                           | -              | 3 | -                      |                        |                        |  |  |                           |                           |                           |  |  |           |           |           |
|  | Roma                        |                             |                             |                | 3 | -                      |                        |                        |  |  |                           |                           |                           |  |  |           |           |           |
|  | Triestina                   | 1                           | -                           |                |   |                        |                        |                        |  |  |                           |                           |                           |  |  |           |           |           |

### Octavos de final
| 14 de enero de 2010 | Fiorentina                 | 3 - 2 | Chievo Verona                 | Stadio Artemio Franchi, Florencia                                 |                                                                   |
|                     | Mutu 35' 77' · Babacar 75' |       | Granoche 7' · Bentivoglio 38' | Asistencia: 7.000 espectadores Árbitro(s): Matteo Trefoloni (ITA) | Asistencia: 7.000 espectadores Árbitro(s): Matteo Trefoloni (ITA) |

| 14 de enero de 2010 | Lazio                      | 2 - 0 | Palermo | Stadio Olimpico di Roma, Roma                                       |                                                                     |
|                     | Kolarov 57' · Floccari 74' |       |         | Asistencia: 10.000 espectadores Árbitro(s): Paolo Tagliavento (ITA) | Asistencia: 10.000 espectadores Árbitro(s): Paolo Tagliavento (ITA) |

| 16 de diciembre de 2009 | Internazionale | 1 - 0 | Livorno | Stadio Giuseppe Meazza, Milán                                       |                                                                     |
|                         | Sneijder 60'   |       |         | Asistencia: 8.316 espectadores Árbitro(s): Sebastiano Peruzzo (ITA) | Asistencia: 8.316 espectadores Árbitro(s): Sebastiano Peruzzo (ITA) |

| 13 de enero de 2010 | Juventus                             | 3 - 0 | Napoli | Estadio Olímpico de Turín, Turín                               |                                                                |
|                     | Diego 24' · Del Piero 77' 83' (pen.) |       |        | Asistencia: 10.112 espectadores Árbitro(s): Andrea Romeo (ITA) | Asistencia: 10.112 espectadores Árbitro(s): Andrea Romeo (ITA) |

| 13 de enero de 2010 | Milan                     | 2 - 1 | Novara       | Stadio Giuseppe Meazza, Milán                                     |                                                                   |
|                     | Inzaghi 11' · Flamini 81' |       | González 46' | Asistencia: 15.061 espectadores Árbitro(s): Renzo Candussio (ITA) | Asistencia: 15.061 espectadores Árbitro(s): Renzo Candussio (ITA) |

| 14 de enero de 2010 | Udinese                       | 2 - 0 | Lumezzane | Stadio Friuli, Udine                                            |                                                                 |
|                     | Lodi 45' (pen.) · Corradi 60' |       |           | Asistencia: 1.794 espectadores Árbitro(s): Riccardo Tozzi (ITA) | Asistencia: 1.794 espectadores Árbitro(s): Riccardo Tozzi (ITA) |

| 13 de enero de 2010 | Genoa     | 1 - 2 | Catania        | Estadio Luigi Ferraris, Génova                                        |                                                                       |
|                     | Rossi 56' |       | Plasmati 5' 8' | Asistencia: 7.625 espectadores Árbitro(s): Massimiliano Velotto (ITA) | Asistencia: 7.625 espectadores Árbitro(s): Massimiliano Velotto (ITA) |

| 12 de enero de 2010 | Roma                                          | 3 - 1 | Triestina             | Stadio Olimpico di Roma, Roma                              |                                                            |
|                     | Brighi 45' · Vučinić 60' · Júlio Baptista 80' |       | Della Rocca 5' (pen.) | Asistencia: 7.241 espectadores Árbitro(s): Emidio Morganti | Asistencia: 7.241 espectadores Árbitro(s): Emidio Morganti |

### Cuartos de final
| 20 de enero de 2010 | Fiorentina                 | 3 - 2 | Lazio                   | Estadio Artemio Franchi, Florencia                              |                                                                 |
|                     | Mutu 9' 44' · Krøldrup 59' |       | Zárate 50' · Rocchi 68' | Asistencia: 10.585 espectadores Árbitro(s): Domenico Celi (ITA) | Asistencia: 10.585 espectadores Árbitro(s): Domenico Celi (ITA) |

| 28 de enero de 2010 | Internazionale            | 2 - 1 | Juventus  | Stadio Giuseppe Meazza, Milán                                    |                                                                  |
|                     | Lúcio 72' · Balotelli 89' |       | Diego 10' | Asistencia: 20.783 espectadores Árbitro(s): Antonio Damato (ITA) | Asistencia: 20.783 espectadores Árbitro(s): Antonio Damato (ITA) |

| 27 de enero de 2010 | Milan | 0 - 1 | Udinese   | Stadio Giuseppe Meazza, Milán                                     |                                                                   |
|                     |       |       | Inler 56' | Asistencia: 5.513 espectadores Árbitro(s): Andrea Gervasoni (ITA) | Asistencia: 5.513 espectadores Árbitro(s): Andrea Gervasoni (ITA) |

| 26 de enero de 2010 | Catania | 0 - 1 | Roma         | Stadio Olimpico di Roma, Roma                                      |                                                                    |
|                     |         |       | De Rossi 74' | Asistencia: 14.479 espectadores Árbitro(s): Nicola Pierpaoli (ITA) | Asistencia: 14.479 espectadores Árbitro(s): Nicola Pierpaoli (ITA) |

### Semifinales
Ida
| 3 de febrero de 2010 | Internazionale | 1 - 0 | Fiorentina | Stadio Giuseppe Meazza, Milán                                       |                                                                     |
|                      | Milito 34'     |       |            | Asistencia: 15.000 espectadores Árbitro(s): Paolo Tagliavento (ITA) | Asistencia: 15.000 espectadores Árbitro(s): Paolo Tagliavento (ITA) |

| 4 de febrero de 2010 | Roma                    | 2 - 0 | Udinese | Stadio Olimpico di Roma, Roma                                    |                                                                  |
|                      | Vučinić 13' · Mexès 41' |       |         | Asistencia: 19.746 espectadores Árbitro(s): Mauro Bergonzi (ITA) | Asistencia: 19.746 espectadores Árbitro(s): Mauro Bergonzi (ITA) |

Vuelta
| 13 de abril de 2010 | Fiorentina | 0 - 1 | Internazionale | Estadio Artemio Franchi, Florencia                               |                                                                  |
|                     |            |       | Eto'o 57'      | Asistencia: 36.003 espectadores Árbitro(s): Nicola Rizzoli (ITA) | Asistencia: 36.003 espectadores Árbitro(s): Nicola Rizzoli (ITA) |

| 21 de abril de 2010 | Udinese        | 1 - 0 | Roma | Stadio Friuli, Udine                                         |                                                              |
|                     | A. Sánchez 81' |       |      | Asistencia: 20.000 espectadores Árbitro(s): Luca Banti (ITA) | Asistencia: 20.000 espectadores Árbitro(s): Luca Banti (ITA) |

### Final
| 12         | POR        | Júlio César       |     |
| 13         | DEF        | Maicon            |     |
| 2          | DEF        | Iván Córdoba      | 39' |
| 23         | DEF        | Marco Materazzi   |     |
| 26         | DEF        | Christian Chivu   |     |
| 4          | MED        | Javier Zanetti    |     |
| 19         | MED        | Esteban Cambiasso |     |
| 8          | MED        | Thiago Motta      |     |
| 10         | MED        | Wesley Sneijder   | 5'  |
| 9          | DEL        | Samuel Eto'o      |     |
| 22         | DEL        | Diego Milito      |     |
| Entrenador | Entrenador | José Mourinho     |     |

| 27         | POR        | Júlio Sérgio     |     |
| 29         | DEF        | Nicolás Burdisso | 46' |
| 4          | DEF        | Juan             |     |
| 5          | DEF        | Philippe Mexès   |     |
| 17         | DEF        | John Arne Riise  |     |
| 11         | MED        | Rodrigo Taddei   |     |
| 20         | MED        | Simone Perrotta  |     |
| 7          | MED        | David Pizarro    | 46' |
| 16         | MED        | Daniele De Rossi |     |
| 9          | DEL        | Mirko Vučinić    |     |
| 30         | DEL        | Luca Toni        | 63' |
| Entrenador | Entrenador | Claudio Ranieri  |     |

| 45 | DEL | Mario Balotelli | 5'  | 90' |
| 25 | DEF | Walter Samuel   | 39' |     |
| 11 | MED | Sulley Muntari  | 90' |     |

| 13 | DEF | Marco Motta     | 46' |
| 46 | DEL | Francesco Totti | 46' |
| 94 | DEL | Jérémy Ménez    | 63' |

| Anotado | 39' | Diego Milito | 1–0 |

| Amonestado | 35' | Marco Materrazi |
| Amonestado | 45' | Cristian Chivu  |
| Amonestado | 53' | Walter Samuel   |
| Amonestado | 88' | Mario Balotelli |

| Amonestado | 14' | Nicolas Burdisso |
| Amonestado | 44' | Philippe Mexès   |
| Amonestado | 37' | Simone Perotta   |
| Amonestado | 63' | Francesco Totti  |

|  |

| Otorgado · Otorgado otra vez · Expulsado | 87' | Francesco Totti |

| Árbitro             | Nicola Rizzoli        |
| Árbitros asistentes | Luca Maggiani         |
| Árbitros asistentes | Elenito Di Liberatore |
| Cuarto árbitro      | Andrea Romeo          |

| 12         | POR        | Júlio César       |     |
| 13         | DEF        | Maicon            |     |
| 2          | DEF        | Iván Córdoba      | 39' |
| 23         | DEF        | Marco Materazzi   |     |
| 26         | DEF        | Christian Chivu   |     |
| 4          | MED        | Javier Zanetti    |     |
| 19         | MED        | Esteban Cambiasso |     |
| 8          | MED        | Thiago Motta      |     |
| 10         | MED        | Wesley Sneijder   | 5'  |
| 9          | DEL        | Samuel Eto'o      |     |
| 22         | DEL        | Diego Milito      |     |
| Entrenador | Entrenador | José Mourinho     |     |

| 27         | POR        | Júlio Sérgio     |     |
| 29         | DEF        | Nicolás Burdisso | 46' |
| 4          | DEF        | Juan             |     |
| 5          | DEF        | Philippe Mexès   |     |
| 17         | DEF        | John Arne Riise  |     |
| 11         | MED        | Rodrigo Taddei   |     |
| 20         | MED        | Simone Perrotta  |     |
| 7          | MED        | David Pizarro    | 46' |
| 16         | MED        | Daniele De Rossi |     |
| 9          | DEL        | Mirko Vučinić    |     |
| 30         | DEL        | Luca Toni        | 63' |
| Entrenador | Entrenador | Claudio Ranieri  |     |

| 45 | DEL | Mario Balotelli | 5'  | 90' |
| 25 | DEF | Walter Samuel   | 39' |     |
| 11 | MED | Sulley Muntari  | 90' |     |

| 13 | DEF | Marco Motta     | 46' |
| 46 | DEL | Francesco Totti | 46' |
| 94 | DEL | Jérémy Ménez    | 63' |

| Anotado | 39' | Diego Milito | 1–0 |

| Amonestado | 35' | Marco Materrazi |
| Amonestado | 45' | Cristian Chivu  |
| Amonestado | 53' | Walter Samuel   |
| Amonestado | 88' | Mario Balotelli |

| Amonestado | 14' | Nicolas Burdisso |
| Amonestado | 44' | Philippe Mexès   |
| Amonestado | 37' | Simone Perotta   |
| Amonestado | 63' | Francesco Totti  |

|  |

| Otorgado · Otorgado otra vez · Expulsado | 87' | Francesco Totti |

| Árbitro             | Nicola Rizzoli        |
| Árbitros asistentes | Luca Maggiani         |
| Árbitros asistentes | Elenito Di Liberatore |
| Cuarto árbitro      | Andrea Romeo          |

|                                  |
|                                  |
| Campeón Internazionale 6° título |

## Tabla de Goleadores
| Jugador            | Equipo        | Goles |
| ------------------ | ------------- | ----- |
| Alain Baclet       | Lecce         | 4     |
| Adrian Mutu        | Fiorentina    | 4     |
| Rachid Arma        | SPAL          | 4     |
| Simone Bentivoglio | Chievo Verona | 3     |
| Romano Tozzi       | Ternana       | 3     |
| Pablo A. González  | Novara        | 3     |
| Fabio Lauria       | Lumezzane     | 3     |
| Francesco Ripa     | Pro Patria    | 3     |
| Fabrizio Miccoli   | Palermo       | 3     |
| Francesco Lodi     | Udinese       | 3     |

- Datos: Q1060536
- Multimedia: 2009-2010 Coppa Italia / Q1060536